# シュチトノ郡
シュチトノ郡（ポーランド語: powiat szczycieński）は、北ポーランドのヴァルミア＝マズールィ県にある地方自治体。1998年の地方行政区画再編の結果、1999年1月1日に誕生した。郡都はシュチトノであり、県都であるオルシュティンの南東45kmに位置する。他の唯一の町であるパシムはシュチトノの北西18kmに位置する。
郡は1,933.1km2の面積がある。2006年の統計で、郡全体の人口が69,289人である。

## 近隣の郡
北部はムロンゴヴォ郡、東部はピシュ郡、南東部はオストロウェンカ郡、南部はプシャスヌィシュ郡、西部はニジツァ郡、北西部はオルシュティン郡と接している。

## 下位自治体
郡は8つの下位自治体に分割される（1つの市、1つの町、6つの村）。なお、人口順に並べてある。
| 名称                     | 種類 | 面積（km2） | 人口（2006年） | 中心地           |
| ------------------------ | ---- | ----------- | -------------- | ---------------- |
| シュチトノ               | 市   | 10.0        | 25,680         |                  |
| グミナ・シュチトノ       | 村   | 347.3       | 10,454         | シュチトノ *     |
| グミナ・ジビエジュティ   | 村   | 263.4       | 6,631          | ジビエジュティ   |
| グミナ・ ビエルバルク    | 村   | 347.9       | 6,257          | ビエルバルク     |
| グミナ・シフィエンタイノ | 村   | 279.8       | 5,879          | シフィエンタイノ |
| グミナ・ロゾギ           | 村   | 224.0       | 5,643          | ロゾギ           |
| グミナ・パシム           | 町   | 149.4       | 5,184          | パシム           |
| グミナ・イェドバブノ     | 村   | 311.5       | 3,561          | イェドバブノ     |
| * グミナの一部ではない   |      |             |                |                  |